# Yetang
Yetang (kinesiska: 叶塘) är en köping i sydöstra Kina. Den ligger i Xingning i staden Meizhou i provinsen Guangdong, omkring 270 kilometer nordost om provinshuvudstaden Guangzhou. Antalet invånare är 60 480. Befolkningen består av 30 431 kvinnor och 30 049 män. Barn under 15 år utgör 17,0 %, vuxna 15-64 år 70 %, och äldre över 65 år 11,0 %.